# Mariano Soler
Mariano Soler (San Carlos, Urugvaj, 25. ožujka 1846. – Gibraltar, 26. rujna 1908.) bio je urugvajski nadbiskup, bogoslov (teolog) i stručnjak za kanonsko pravo.

## Životopis
Rođen je u gradu San Carlosu blizu Maldonada 25. ožujka 1846. Već se u djetinjstvu zanimao za svećenički poziv, a od malena je pjevao u crkvenom pjevačkom zboru. Tijekom odrastanja dobivao je savjete i upute od obližnjeg svećenika, koji ga je učio latinski i grčki jezik. 
Nakon što je u srednjoškolskoj dobi izrazio snažnu želju za svećeničkom podukom, obitelj mu se seli u Argentinu. Ubrzo se upisao u sjemenište u gradu Santa Fe, gdje je četiri godine išao na predavanja iz bogoslovlja i kristologije. Pohađao je Collegio Pio-Latino-Americano Pontificio u Rimu, nakon čega je za svećenika zaređen 21. prosinca 1872. Nekoliko dana kasnije održao je i svoju mladu misu.
Poslije usavršavanja stječe naslov doktora kanonskog prava te se vraća u Montevideo. Između 1874. i 1880. bio je glavni vikar tada biskupije Montevideo, nakon čega je obnašao dužnost župnika u kolnim župama. Nakon što je papa Lav XIII. 13. srpnja 1878. biskupiju uzdigao na naslov biskupije, dvadesetak godina kasnije dobiva i naslov metropolije, koji je svečano dodijeljen 14. travnja 1897. godine.
Nadbiskupom Montevidea postaje 29. siječnja 1891., a nakon šest godina i metropolit. Bio je apostolski upravitelj biskupija Melo i Salto, sve do postavljanja novih biskupa prema nalogu pape Lava XIII.
Putovao je po Italji, Španjolskoj, Francuskoj i Portugalu, a šest puta je bio posjetio Vatikan. 1908., po povratku iz svog posljednjeg putovanja u Rim, na Gibraltaru je dobio tešku bolest od koje je i umro nekoliko dana poslije.
Bio je kritičar Charlesa Darwina i njegovih kontroverznih (tada i nedokazanih) nagađanja i tvrdnji.